# Brandsø
Brandsø is een Deens eiland in de Kleine Belt, tussen Jutland en het eiland Fyn. Brandsø behoort tot de gemeente Middelfart en de parochie Bågø en heeft een oppervlakte van 2 km². 
Op het eilandje staan twee dolmens, waarvan een, de Runddysse Kæmpehøj, op een beroemd schilderij van Dankvart Dreyer vereeuwigd is. De Langdysse Svenskehøj ligt een paar honderd meter oostelijker.